# Bob Greacen
Robert Alexander Greacen, detto Bob (Merchantville, 15 settembre 1947), è un ex cestista statunitense, professionista nella NBA.

## Carriera
Venne selezionato dai Milwaukee Bucks al secondo giro del Draft NBA 1969 (17ª scelta assoluta).

## Palmarès
- Campionato NBA: 1

Milwaukee Bucks: 1971